# Poitou-Charentes
Poitou-Charentes (Occitaans: Peitau-Charantas; Poitevin-Saintongeais : Poetou-Chérentes) is een voormalige bestuurlijke regio in het westen van Frankrijk. De hoofdstad was Poitiers. Poitou-Charentes wordt in het westen begrensd door de Atlantische oceaan, in het noorden door Pays de la Loire, in het oosten door zowel regio Centre-Val de Loire als Limousin en in het zuiden door Aquitanië. De regio maakt na de regionale herindeling per januari 2016 deel uit van de regio Nouvelle-Aquitaine. 
Het omvat de departementen Charente, Charente-Maritime, Deux-Sèvres en Vienne.
Een van de laatste regiopresidenten was Ségolène Royal, die van hieruit in 2007 haar campagne voor het presidentschap van de Franse republiek voerde. 

## Aangrenzende regio's
| Aangrenzende regio's | Aangrenzende regio's | Aangrenzende regio's | Aangrenzende regio's | Aangrenzende regio's |
| -------------------- | -------------------- | -------------------- | -------------------- | -------------------- |
| Pays de la Loire     |                      |                      |                      | Centre-Val de Loire  |
|                      |                      |                      |                      |                      |
|                      | Limousin             |                      |                      |                      |
|                      |                      |                      |                      |                      |
|                      |                      | Aquitanië            |                      |                      |